# Sarothrogastra whitei
Sarothrogastra whitei là một loài bọ cánh cứng trong họ Cerambycidae.